# Devil's Path
Devil's Path („Пътят на дявола“) е EP на норвежката блек метъл група Dimmu Borgir. Оригинално е издаден от „Hot Records“. Материалът от албума е използван през 1999 г. за направата на споделен албум с Old Man's Child In the Shades of Life, който по-късно се преименува на Sons of Satan Gather for Attack.

## Състав на групата
- Shagrath – китара, вокали и синтезатори
- Erkekjetter Silenoz – китара
- Tjodalv – барабани
- Nagash – бас китара